# ジョージ・ヒッチングス
ジョージ・ハーバート・ヒッチングス（George Herbert Hitchings、1905年4月18日 - 1998年2月27日）はアメリカ合衆国の薬理学者。特に化学療法の研究が評価され、ジェームス・ブラック、ガートルード・エリオンと共に、1988年に「薬物療法における重要な原理の発見」によりノーベル生理学・医学賞を受賞した。

## 来歴
1905年、ワシントン州ホーキアムにて生まれ、カリフォルニア州バークリー、サンディエゴ、ワシントン州ベリンガム、シアトルにて育つ。1923年、シアトルフランクリン高等学校を次席で卒業し、ワシントン大学に進学、三年の時にファイ・ベータ・カッパに入会、1927年に優秀な成績で科学の学位を取得している。卒業した年の夏、彼はサンファン島フライデー・ハーバーにある大学のPuget Sound Biological Stationにて働く。翌年、そこでの研究の成果に基づき、修士号が与えられた。
その後、ハーバード・メディカルスクールを卒業し、ハーバード大学で助手として働いた。1929年、Alpha Chi Sigmaに参加。1933年にPh.D.を得る。その後の十年間、彼はハーバードとケース・ウェスタン・リザーブ大学にて働く。1942年、ウェルカム研究所（Wellcome Research Laboratories、現グラクソ・スミスクライン）にて働き始める。ここで、彼は1944年からガートルード・エリオンと共に研究を行った。
1967年、Charge of Research of Burroughs-WellcomeのVice Presidentに就任、1974年王立協会外国人会員選出、1976年にはScientist Emeritusとなる。
1998年にノースカロライナ州チャペルヒルにて死去。

## 新薬開発
彼のチームの研究で開発された薬品としては、白血病治療薬の2,6-ジアミノプリン、葉酸拮抗薬のp-クロロフェノキシ-2,4-ジアミノピリミジン等が有る。
ノーベル賞の自著伝によると、1940年代に開発を始めた薬として、マラリア治療薬のピリメタミン、白血病治療薬の6-メルカプトプリン及びチオグアニン、痛風治療薬のアロプリノール、臓器移植時に用いる免疫抑制剤のアザチオプリン、細菌感染時用のコトリモキサゾール（trimethoprimA）が有り、彼らの研究により明らかになった知識により、ヘルペス感染時に用いるアシクロビルや後天性免疫不全症候群治療薬のジドブジンが開発されたとしている。

## 受賞歴
- 1968年 ガードナー国際賞
- 1969年 パサノ賞
- 1988年 ノーベル生理学・医学賞